# Fabio Massimo Castaldo
Fabio Massimo Castaldo (ur. 18 września 1985 w Rzymie) – włoski polityk, z wykształcenia prawnik, poseł do Parlamentu Europejskiego VIII i IX kadencji.

## Życiorys
W latach 2005–2012 studiował prawo – włoskie na Università degli Studi di Roma „Tor Vergata” i francuskie na Université Paris-Est Créteil Val-de-Marne. Zaangażował się w działalność polityczną w ramach Ruchu Pięciu Gwiazd. W 2013 został współpracownikiem senator Paoli Taverny. W wyborach w 2014 z listy M5S uzyskał mandat eurodeputowanego. W 2019 z powodzeniem ubiegał się o reelekcję. W 2024 przeszedł do liberalnego ugrupowania Azione.